# Гледзянув
Гледзянув (пол. Gledzianów) — село в Польщі, у гміні Вітоня Ленчицького повіту Лодзинського воєводства.
Населення — 202 особи (2011).
У 1975-1998 роках село належало до Плоцького воєводства.

## Демографія
Демографічна структура станом на 31 березня 2011 року:
|          | Загалом | Допрацездатний вік | Працездатний вік | Постпрацездатний вік |
| -------- | ------- | ------------------ | ---------------- | -------------------- |
| Чоловіки | 103     | 10                 | 75               | 18                   |
| Жінки    | 99      | 15                 | 55               | 29                   |
| Разом    | 202     | 25                 | 130              | 47                   |